# Мят Пхая Гьи
Мят Пхая Гьи (бирм. ဖာယာဂီတောင်; 5 сентября 1880 — 3 июня 1947, Ратнагири) — бирманская принцесса из династии Конбаун, старшая дочь короля Тибо Мина и королевы Супаялат.

## Биография
Мят Пхая Гьи родилась в Мандалае, в семье короля Тибо Мина и королевы Супаялат. В честь рождения принцессы, которая была первенцем королевской четы, было проведено несколько церемоний, но самой крупной из них была церемония Даутхакарана, во время которой её поместили в усыпанную изумрудами колыбель. В честь этого праздника принцессе были вручены множество подарков, среди которых были драгоценности, жемчуг и золотые чаши.
В 1885 году, когда ей было 5 лет, её отец потерпел поражение в третьей англо-бирманской войне и был вынужден отречься от престола. Бирма перешла под контроль Британской империи, а королевская семья была сослана в Индию, в город Ратнагири, где они прожили более 30 лет.
В 1906 году, в возрасте 26 лет, Мят Пхая Гьи вышла за Гопала Бхаруао Саванта, который был привратником королевского дворца. Отношения с простолюдином вызвали в королевской семье резонанс, несмотря на недовольство её отца, брак состоялся; в браке у пары был единственный ребёнок, дочь Ту Ту (1906—2000).
После смерти отца в 1916 году, королевская семья вернулась в Мьянму, но Мьт Пхая Гьи попросила отпустить её к мужу вместе с дочерью. Вскоре принцесса и её дочь вернулись к мужу в Ратнагири, где она прожила до конца жизни, получая королевскую пенсию от британской колониальной администрации.
Принцесса скончалась 3 июня 1947 года в Ратнагири в возрасте 66 лет, прожив последние годы в бедности; была похоронена рядом с отцом в специальном мавзолее.